# Druk Gyalpo

Znak Bhútánu

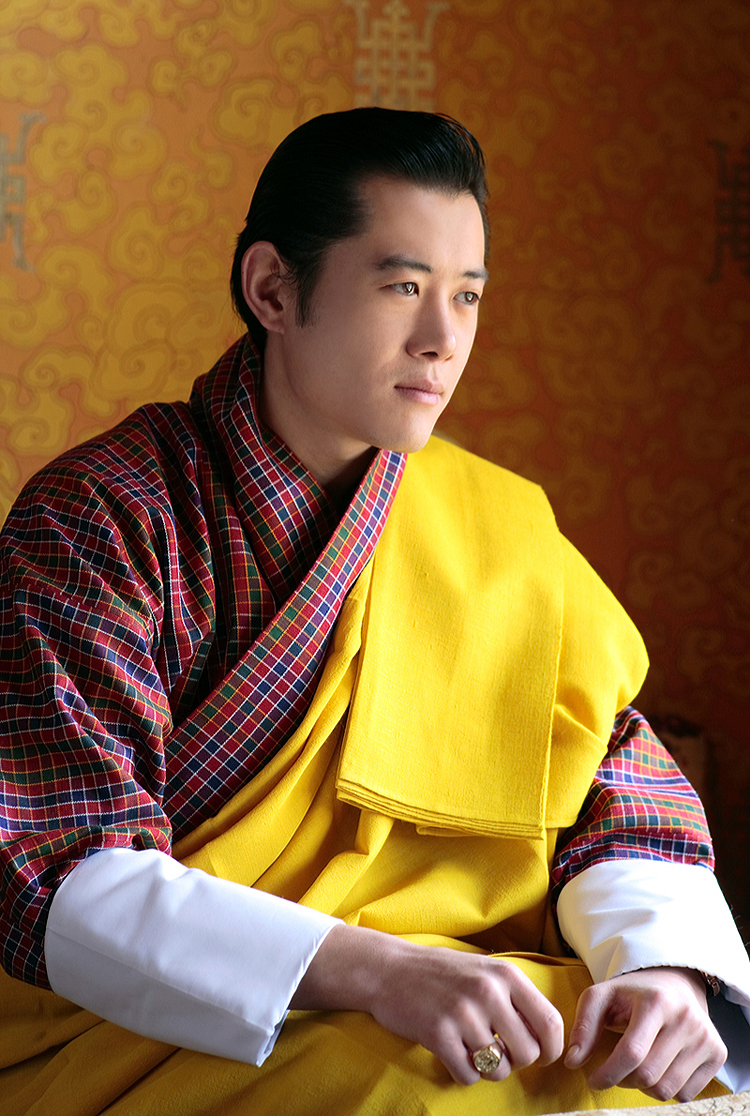
Pátý bhútánský král a hlava rodu Wangčhugů Džigme Khesar Namgjel Wangčhug

Druk Gyalpo, také Dračí král, je titul panovníka Bhútánského království (či také Bhútánu). V bhútánštině je pro samotný Bhútán vyhrazen výraz Druk Yul, což se dá přeložit jako Země hromového draka, a zatímco panovník je Druk Gyalpo neboli Dračí král, Bhútánci sami sebe nazývají Drukpa, tedy dračí lidé.
Současným vládcem Bhútánu je Džigme Khesar Namgjel Wangčhug, pátý Druk Gyalpo. Džigme Khesar Namgjel Wangčhug je titulován převážně Mi’wang ‘Ngada Rimboche, tedy „Jeho Veličenstvo“, a přímo oslovován Ngada Rimboche, tedy „Vaše Veličenstvo“.

## Povinnosti a pravomoci
Bhútánská ústava stanovuje konstituční monarchii coby bhútánským státní zřízení. Druk Gyalpo je podle ní hlavou státu a také symbolem jednoty království a bhútánského lidu. Ústava rovněž zavádí nábožensko-politický systém zvaný Chhoe-sid-nyi, který je sjednocen právě v osobě krále. Ten by měl být buddhistického vyznání, ale zároveň by měl ochraňovat a ctít všechna náboženství v zemi. Další panovníkovou povinností je chránit samotnou ústavu a dbát na její dodržování, má dohlížet na to, aby nic z toho, co se v zemi děje, nebylo protiústavní a naopak bylo vše vykonáváno v nejvyšším státním zájmu a pro blaho obyvatel země.
Král by podle ústavy za své činy neměl zodpovídat u soudu a jeho osoba by měla být posvátná.
Při výkonu pracovních povinností má Druk Gyalpo projevovat co nejvíce dobré vůle a snažit se vycházet co nejvíce vstříc. Také má udržovat dobré vztahy s ostatními zeměmi přijímáním zahraničních hostů a vykonáváním státních návštěv v jiných zemích.
Podle čl. 2 odst. 19 bhútánské ústavy jmenuje král značné množství vysokých vládních úředníků. Jedná se například o vojenské hodnostáře, soudce, předsedy volebních komisí a veřejných služeb. Dále, po konzultaci s Národní soudní komisí, jmenuje většinu členů nejvyššího soudu, a sice předsedu a přísedící soudce známé jako drangoni. Na základě rad předsedy vlády ještě vybírá bhútánské velvyslance a konzuly.  Na základě seznamu doporučených osob, který sestavuje předseda vlády spolu s vůdcem opoziční politické strany, jmenuje král i vedoucího volební komise, generálního auditora Královského kontrolního úřadu, dále předsedu a další členy Královské komise pro veřejnou službu, což je orgán, který dohlíží na velkou část králových volbe, a předsedu a další členy Protimonopolního úřadu Korupční komise. Druk Gyalpo rovněž vybírá a jmenuje na základě doporučení jiných orgánů generálního prokurátora, správce centrální banky, sekretáře vládního kabinetu, správce menších správních celků a vůdce obranných sil (nejvyšším vrchním velitelem ozbrojených sil a milic je však on sám). Funkční období všech pozic, co kterých jsou jedinci jmenování králem, je dlouhé 5 let.
Druk Gyalpo může udělovat tituly, vyznamenání a dary v souladu s tradicemi a zvyky. Mezi královské výsady patří také udělování státního občanství, amnestie, milosti a snižování trestů.

## Osobnosti
Titul Druk Gyalpo zatím nosilo, stejně jako Havraní korunu, která se k němu nepřímo váže, pět mužů z dynastie Wangčhugů:
- Urgjän Wangčhug (1861–1926; doba vlády: 17. prosince 1907 – 21. srpna 1926)
- Džigme Wangčhug (1902–1952; doba vlády: 21. srpna 1926 – 24. března 1952 )
- Džigme Dordže Wangčhug (1929–1972; doba vlády: 24. března 1952 – 24. července 1972)
- Džigme Singgjä Wangčhug (narozen 1955; doba vlády: 24. července 1972 – 15. prosince 2006)
- Džigme Khesar Namgjel Wangčhug (narozen 1980; doba vlády: od 14. prosince 2006)